# آي. كينغ جوردن
آي. كينغ جوردن (بالإنجليزية: I. King)‏ هو معلم أمريكي، ولد في 16 يونيو 1943 في Glen Riddle, Pennsylvania ‏ في الولايات المتحدة.